# Sigpress contre Scotland Yard
Pour plus de détails, voir Fiche technique et Distribution.
Sigpress contre Scotland Yard (italien : Sigpress contro Scotland Yard ; allemand : Mister Zehn Prozent - Miezen und Moneten) est une comédie d'espionnage ouest-germano-italienne réalisée par Guido Zurli et sortie en 1968.

## Synopsis
Sigpress, un célèbre voleur international, tente de voler « l'œil d'Allah », un bijou protégé par un inspecteur de Scotland Yard, mais découvre plus tard qu'il s'agit d'une contrefaçon. Le vrai bijou étant recherché par beaucoup, Sigpress découvre où il se trouve et tue les deux bandits qui s'apprêtaient à le voler.

## Fiche technique
- Titre français : Sigpress contre Scotland Yard[1]
- Titre original allemand : Mister Zehn Prozent - Miezen und Moneten[2]
- Titre italien : Sigpress contro Scotland Yard[3]
- Réalisateur : Guido Zurli
- Scénario : Arpad De Riso, Guido Zurli, Werner Hauff
- Photographie : Franco Villa (it)
- Montage : Romeo Ciatti
- Musique : Gino Peguri (it)
- Effets spéciaux : Gino Vagniluca
- Décors : Elio Balletti (it)
- Costumes : Sigrid Wohlers
- Production : Cesare Canevari, Arrigo Colombo, Alberto Giacalone, Massimo Pupillo, Theo-Maria Werner
- Société de production : Rekord Film, Cinesecolo, Parnass Film
- Pays de production :  Italie -  Allemagne de l'Ouest
- Langue originale : allemand
- Format : Couleurs - Son mono - 35 mm
- Durée : 93 minutes
- Genre : comédie d'espionnage
- Dates de sortie :
  - Italie : 15 avril 1968
  - Allemagne de l'Ouest : 25 avril 1969
  - France : 15 novembre 1972[1]

## Distribution
- George Martin : Sigpress
- Klaus Kinski : Pierluigi
- Paolo Carlini : Harold Bennett
- Mimmo Palmara (sous le nom de « Dick Palmer ») : Maurice
- Ingrid Schoeller : Muriel
- Orchidea De Santis : Manuela
- Gloria Paul : Joselita
- Karin Field : Priscilla
- Andrea Aureli (sous le nom de « Andrew Ray ») : Themistocles Niorkos
- Consalvo Dell'Arti : Sir Barcley
- Aldo Canti (sous le nom de « Nick Jordan ») : Pedro
- Giulio Bixio : un fonctionnaire de la Lloyds
- Tom Candela
- Emanuele Gonzales : le professeur
- Fedele Gentile : le Dr Duran
- Mario Guizzardi : Boulanger
- Marianne Leible : Lady Henderson
- Valentino Macchi : le conducteur du train
- Aldo Marianecci : Archibald
- Pamela Mell
- Vicky Morandi
- Furio Pellerani : l'inspecteur de police français
- Giacomo Di Segni : Philippe